# Estación de Fogueteiro
La Estación Ferroviária de Fogueteiro, igualmente conocida como Estación de Fogueteiro, es una estación de ferrocarriles de la Línea del Sur, que sirve a parroquias de Arrentela, en el ayuntamiento de Seixal, en Portugal.

## Descripción

### Localización y accesos
Esta plataforma se encuentra junto a la localidad de Fogueteiro, teniendo acceso por la Avenida de la Estación Ferroviaria de Fogueteiro.

### Vías y plataformas
En enero de 2011, disponía de tres vías de circulación, con 350, 319 y 341 m de longitud; las plataformas tenían todas 232 metros de extensión, y presentaban 85 y 90 cm de altura.